# Казичене
Казичене (болг. Казичене) — село в Болгарии. Находится в Городской области Софии, входит в общину Столична. Население составляет 4891 человек.

## Политическая ситуация
В местном кметстве Казичене, в состав которого входит Казичене, должность кмета (старосты) исполняет Антон Владимиров Владимиров (Граждане за европейское развитие Болгарии (ГЕРБ)) по результатам выборов.
Кмет (мэр) общины Столична — Бойко Методиев Борисов (Граждане за европейское развитие Болгарии (ГЕРБ)) по результатам выборов.